# Karakuri Circus
Karakuri Circus (からくりサーカス, Karakuri Sākasu, litt. « Le Cirque aux mécanismes ») est un manga de Kazuhiro Fujita. Il a été prépublié entre 1997 et 2006 dans le magazine Weekly Shōnen Sunday de l'éditeur Shōgakukan et a été compilé en un total de 43 volumes. La version française a été partiellement éditée par Delcourt ; seuls les 21 premiers volumes et les deux premiers chapitres du tome 22 ont été publiés, avant que la série ne soit abandonnée à la suite de ventes trop faibles. Une nouvelle édition en 26 tomes est publiée par l'éditeur Meian depuis juillet 2022.
Une adaptation en une série télévisée d'animation en 36 épisodes est diffusée pour la première fois au Japon entre le 11 octobre 2018 et le 27 juin 2019.

## Synopsis
Ce manga est centré sur l'art du cirque, avec d'un côté Masaru Saïga et Shirogané (Éléonore) et de l'autre Narumi Katô, un de leurs amis qui est présumé décédé, luttant contre des automates dirigés par Francine, le premier automate.
L'histoire commence lorsque Narumi, jeune homme de 18 ans, expert en kung-fu, et souffrant de la maladie de Zonapha (maladie le forçant à faire rire les autres pour ne pas mourir étouffé) rencontre le jeune Masaru Saïga, portant une lourde valise.
Celui-ci rit devant les blagues de Narumi (déguisé en ours faisant de la publicité pour un cirque) et lui sauve ainsi la vie. Mais quelques minutes plus tard, Masaru est enlevé par des étranges êtres humains qui s'avèrent être des automates.
En effet, Masaru est l'héritier de l'empire Saïga, dont la fortune est estimée à 18 milliards de yens. Narumi sauve Masaru et ils s'enfuient dans un train. Cependant, le train subit une attaque d'automates et Masaru et Narumi arrivent dans le cirque où travaille Narumi. Masaru se rappelle alors d'une parole de son père : « Près de chez toi, il y a un cirque, vas-y et appelle Shirogané ».
Masaru crie « Shirogané » de désespoir et voit une jeune fille aux yeux et aux cheveux couleurs argents sauter de la corde sur laquelle elle s'entrainait, parler à Masaru en lui disant « Monsieur », tirer une clef de sa poche et ouvrir la valise, révélant son contenu : une marionnette géante, faite pour le combat, qui détruit les automates.
Mais, lorsque Masaru se fait enlever par son oncle, Shirogané et Narumi se précipitent pour le sauver et croisent la route d'un tueur à gages ayant déjà affronté Shirogané avant l'enlèvement de Masaru par un duel de marionnettes. Ce tueur à gages, Aishihana, leur indique là où Masaru a été enlevé.
Au cours du sauvetage, Narumi disparait lors de l'effondrement de la bâtisse de son oncle. Shirogané et Masaru le croient mort, mais celui-ci apparait être vivant en France, sauvé par un Shirogané qui fut le maitre d'Éléonore, Guy-Christophe Rech.
Pendant que Narumi se met à lutter contre les automates propageant la maladie de Zonapha, Masaru et Shirogané intègrent le cirque Nakamachi.

## Personnages

### Shiroganés
Les shiroganés sont des humains atteints de la maladie de Zonapha, ayant bu de l'aqua vitae, leur faisant en partie perdre leur humanité mais leur accordant une relative immortalité (ils vieillissent cinq fois moins vite) et une régénération dépendant de la quantité de sang qu'ils ont en eux. Lors de leur mort, le corps des Shiroganés se fossilise. La plupart ont des marionnettes de combat pour lutter contre les automates.
Lucille
Une des premières shiroganés, dont la fille Angélique a porté en elle la pierre molle (permettant l'obtention de l'aqua vitae et but des automates). Son fils a été tué par Dottoré, l'un des quatre maitres automates et elle n'aura de cesse de vouloir se venger. Elle affirme que son sang est couleur ténèbres, en raison du fait qu'elle ait abandonné son humanité pour combattre les automates. Sa marionnette ressemble à sa fille, et à cause de l'étrange ressemblance avec Francine, les automates se prosternent devant elle lorsque celle-ci l'ordonne. Elle meurt de la main de Dottoré, cependant celle-ci l'entraine avec lui dans la tombe en lui faisant don du désespoir.
Shirogané (Eleonore)
Elle manipule Arlequin, une marionnette d'une puissance assez importante disposant de différentes attaques :
- Tigre tourbillonnant
- La lame de Saint Georges
- Flèche enflammées

Narumi Katô
Sauvé de la mort par Guy Christophe Rêch, Narumi a un de ses bras remplacé par une marionnette, offrant une " Lame de Saint Georges" reliée à une chaine, faisant office de grappin. Sa maitrise du kung-fu n'a d'égal que sa haine pour les automates. Mourant et ayant perdu ses deux jambes et le bras restant à cause de la fossilisation de son corps, ceux-ci seront remplacés par des membres de marionnettes.
Angélique
Fille de Lucille, seul enfant épargnée lors de l'attaque des automates, celle-ci se retrouve avec le destin maudit de porteuse de la pierre molle. Elle est la première shirogané à avoir manipulé Arlequin et ressemble trait pour trait à Francine. Ne pouvant résister aux rumeurs d'autres Shiroganés, celle-ci s'enfuit au Japon et y meurt.
Guy Christophe Rêch
Manipulant Olympia, l'une des marionnettes les plus puissantes, ce Shirogané a été le maitre d'Eleonore et il semble que sa mère soit Angélique. Sa marionnette est dépourvue d'un bras, porté par l'unique bras d'Arlequin.
Fatima
Shirogané vivant dans le désert, elle est amoureuse de Narumi. Sa marionnette s'appelle Spinetta et à l'aspect d'un scorpion, la marionnette pouvant lancer des aiguilles empoissonnées. Sa marionnette détruite, elle obtiendra Grimbaldi, une autre marionnette qui se verra détruite par Pantalon lorsque Fatima protégera l'œuf médical des attaques d'automates, celui-ci la tuant en lui faisant subir de lourdes pertes de sang.
Steve Rockenfeld
Shirogané habitant à Oxford, il enseigne la médecine dans une université. Il a deux fils adoptifs. Sa marionnette est Pentagone Knocker. Les jambes de sa marionnette lui permettent de sauter très haut. Sa marionnette dispose aussi d'une attaque : Tornade de Souffrance, celle-ci consistant en un tournoiement de sa marionnette armée, dévastant tout sur son passage. Sa marionnette est détruite par Colombine, et une jambe de sa marionnette sera greffée au torse de Narumi.
Tinbabati
Shirogané kényan, Tinbabati fait une partie de bras de fer contre Narumi pour régler un dilemme mais celui-ci se laisse convaincre juste à la fin du combat. Sa marionnette est Mamba, et consiste en un serpent et son charmeur. Sa marionnette a une attaque nommée « Tour de crocs empoisonnées ». Cette attaque repose sur le fait que l'aqua vitae contenue dans le sang des shiroganés est fatal pour les automates. Le serpent mort donc Mamba, pompe son sang avant de l'injecter dans le corps de l'automate. Tinbabati est tué par Colombine après lui avoir injecté du sang de Shirogané. Un des bras de Mamba sera greffé sur Narumi.

### Automates
Francine
La reine des automates, la seule ayant pour fluide vital l'aqua vitae. Elle a créé les quatre maitres automates et plein d'autres pour pouvoir réaliser son désir : pouvoir rire. La solution trouvée par les automates est de propager la maladie de Zonapha en espérant mettre la main sur la pierre molle, pour boire l'aqua vitae. Ils espèrent ainsi pouvoir comprendre Francine et la faire rire.
Arlequino
L'un des maitres automates, blanc et possédant une guitare. Il est réfléchi et semble assez orgueilleux. Il dispose de deux attaques toutes deux liées au feu :
- Des fils sortent de son corps et jettent un gaz enflammé sur l'ennemi.
- Les paumes pourpres : Attaque ayant échoué, on ignore sa puissance.

Il est détruit par Narumi.
Pantalon
Automate se mettant facilement en colère et étant irréfléchi, Pantalon n'en est pas moins puissant. Il dispose d'une attaque ainsi que de bras dont il peut augmenter la longueur.
- Paume glauque : ses mains comportent des pores spéciaux capable d'absorber ou de projeter de l'air à très haute pression.

Détruit par Narumi.
Colombine
Seule femme parmi les maitres automates, Colombine veut vivre une histoire d'amour comme dans les livres. Son seul défaut est de ne pouvoir ressentir la sensation de la peau d'un autre. Elle souhaite coucher avec Narumi. Elle est capable de sauter très haut. Elle dispose d'une attaque.
- La paume immaculée : cette attaque concentre une grande quantité de chaleur dans ses mains

Détruite par Tinbabati et Steve Rockenfield
Dottoré
Quatrième maitre automate, souhaitant savoir ce que "délicieux" signifie. Il peut étendre ses bras et se servir de son chapeau affuté comme un rasoir. C'est lui qui a décapité l'enfant de Lucille.
Vaincu par Lucille en lui faisant renier Francine, c'est-à-dire sa raison d'être. Or, sans raison d'être, un automate n'est rien.

## Anime

### Liste des épisodes
| No | Titre français                           | Titre japonais               | Titre japonais                   | Date de 1re diffusion |
| No | Titre français                           | Kanji                        | Rōmaji                           | Date de 1re diffusion |
| -- | ---------------------------------------- | ---------------------------- | -------------------------------- | --------------------- |
| 1  | Le rideau se lève                        | 開幕ベル                     | Kaimaku Beru                     | 11 octobre 2018       |
| 2  | Promesse                                 | 約束                         | Yakusoku                         | 18 octobre 2018       |
| 3  | Abîme                                    | 奈落                         | Naraku                           | 25 octobre 2018       |
| 4  | Tigre tournoyant                         | コラン                       | Koran                            | 1er novembre 2018     |
| 5  | Cirque – Départ                          | サーカス〜出発               | Sākasu 〜 shuppatsu              | 8 novembre 2018       |
| 6  | Enfer                                    | 地獄                         | Jigoku                           | 15 novembre 2018      |
| 7  | Démoniaque                               | Demonic                      |                                  | 22 novembre 2018      |
| 8  | Un instant commence, un instant s’achève | 一瞬の始まりと終わり         | Isshun no hajimari to owari      | 29 novembre 2018      |
| 9  | Mémoires                                 | 記憶                         | Kioku                            | 6 décembre 2018       |
| 10 | Francine                                 | フランシーヌ                 | Furanshīnu                       | 13 décembre 2018      |
| 11 | Fanfare                                  | ファンファーレ               | Fanfāre                          | 20 décembre 2018      |
| 12 | Le Commandant Sans Visage                | 「顔無し」司令               | “Kao-nashi” shirei               | 27 décembre 2018      |
| 13 | Lucille                                  | ルシール                     | Rushīru                          | 10 janvier 2019       |
| 14 | Au bord de la mer, au cœur de la nuit    | 夜更けの海                   | Yofuke no umi                    | 17 janvier 2019       |
| 15 | Retour au point de départ                | はじまりの場所へ             | Hajimari no basho e              | 31 janvier 2019       |
| 16 | Rencontre                                | 出会い                       | Deai                             | 7 février 2019        |
| 17 | Visiteurs                                | 訪れし者                     | Otozureshi mono                  | 14 février 2019       |
| 18 | Un sourire                               | 微笑                         | Bishō                            | 21 février 2019       |
| 19 | La vérité derrière l'ombre               | 影の正体                     | Kage no shōtai                   | 28 février 2019       |
| 20 | Soleil noir                              | 黒い太陽                     | Kuroi taiyō                      | 7 mars 2019           |
| 21 | Déesse d'argent                          | 銀色の女神                   | Gin'iro no megami                | 14 mars 2019          |
| 22 | Direction "Harry"                        | 「ハリー」へ向かう!!         | “Harī” e mukau!!                 | 21 mars 2019          |
| 23 | Le Retour du démon                       | 悪魔再び                     | Akuma futatabi                   | 28 mars 2019          |
| 24 | Évasion                                  | 脱出へ                       | Dasshutsu e                      | 4 avril 2019          |
| 25 | Au Mont Saint-Michel                     | モン・サン・ミッシェルにて   | Mon San Missheru nite            | 11 avril 2019         |
| 26 | Spectacle animalier                      | アニマル・ショウ             | Animaru Shō                      | 18 avril 2019         |
| 27 | Télécharger                              | 転送                         | Daunrōdo                         | 25 avril 2019         |
| 28 | Ce petit cochon                          | ぶたちゃんはあるいていった   | Buta-chan wa aru ite itta        | 2 mai 2019            |
| 29 | Ce que fit Shirogané                     | しろがねのやったこと         | Shirogane no yatta koto          | 9 mai 2019            |
| 30 | Pietà                                    | Pieta                        |                                  | 16 mai 2019           |
| 31 | Étoile filante noire                     | 黒の流星                     | Kuro no ryūsei                   | 23 mai 2019           |
| 32 | Adieu                                    | 暇乞い                       | Itomagoi                         | 30 mai 2019           |
| 33 | Le trio Nakamachi contre Dame Araignée   | 仲町三人VSレディ・スパイダー | Nakamachi san-ri VS Redi Supaidā | 6 juin 2019           |
| 34 | Arrière-garde                            | 背中を守る者                 | Senaka o mamoru mono             | 13 juin 2019          |
| 35 | Étreinte                                 | 抱擁                         | Hōyō                             | 20 juin 2019          |
| 36 | Le rideau tombe                          | 閉幕                         | Heimaku                          | 27 juin 2019          |

### Musique
| Générique | Épisodes | Début               | Début           | Fin                        | Fin             |
| Générique | Épisodes | Titre               | Artiste         | Titre                      | Artiste         |
| --------- | -------- | ------------------- | --------------- | -------------------------- | --------------- |
| 1         | 1 à 12   | Gekkō (月虹)        | BUMP OF CHICKEN | Marionnette (マリオネット) | Loza Reena      |
| 2         | 13 à 24  | Haguruma (ハグルマ) | KANA-BOON       | Yūdachi (夕立)             | Memai SIREN     |
| 3         | 25 à 36  | Over me             | Loza Reena      | Gekkō (月虹)               | BUMP OF CHICKEN |